# Elisabeth von Heyking
Elisabeth von Heyking, född Flemming 10 december 1861 i Karlsruhe, död 4 januari 1925 i Berlin, var en tysk författarinna och friherrinna.
Heyking nådde en stor publiksuccé med romanen Briefe, die ihn nie erreichten (1903, svensk översättning samma år) och gav senare ut noveller, såsom Der Tag andrer (1905), Tschun (1914) och Das villkommende Glück (1920).